# Sils im Engadin/Segl
Sils im Engadin/Segl (hasta 1943 llamada oficialmente Sils im Engadin) es una comuna suiza del cantón de los Grisones, ubicada en situada en la región de Maloja. Limita al norte con las comunas de Bivio y Silvaplana, al este con Samedan, al sur con Lanzada (IT-SO) y Chiesa in Valmalenco (IT-SO), y al oeste con Bregaglia.

## Geografía
Sils im Engadin (Segl en romanche) se encuentra en la Alta Engadina, en la orilla izquierda del Eno, entre los lagos de Sils y Silvaplana. Dista 10 km de Sankt Moritz, 41 km de Chiavenna, 77 km de Coira y 116 km de Lugano. La estación de tren más cercana es la de Sankt Moritz.
La comuna de Sils incluye cuatro fracciones:
- Sils Baselgia, llamada así porque alberga la antigua iglesia (baselgia en romanche) de San Lorenz, rodeada de un pequeño cementerio; en este centro tiene su sede la Biblioteca Engiadinaisa;
- Sils Maria, sede comunal, donde se encuentran el albergue de Nietzsche y el Robbi Museum (museo dedicado a Andrea Robbi, un pintor de Sils muerto en 1945);
- Val Fex, valle que parte del macizo de la Bernina y desemboca en Sils Maria; está cerrado al tráfico rodado (hay servicio de carros de caballos desde Sils Maria) y es rico en construcciones típicas engadinas de montaña;
- Plaun da Lej, situada a medio camino entre Maloja y Sils Baselgia, en la orilla occidental del lago de Sils. El núcleo principal lo componen Sils Baselgia y Sils Maria, pero también están los núcleos rurales de Grevasalvas, Blaunca y Buaira.

El punto más alto de la comuna es la cumbre del Piz Corvatsch (3451 m), en la frontera con Samedan.
Sils ha sido visitada por muchas celebridades, como Marcel Proust, Herman Hesse, Giovanni Segantini, pero sobre todo el ya mencionado Friedrich Nietzsche, cuya casa, en la que vivió entre 1881 y 1889, se ha transformado en un pequeño museo. Anna Frank también pasó varios veranos en el pueblo.